# دون هوتشينسون
دون هوتشينسون (8 مايو 1948 بميدلزبرة في المملكة المتحدة - ) هو لاعب كرة قدم بريطاني في مركز الهجوم. لعب مع برادفورد سيتي وبلاكبيرن روفرز وليستر سيتي ونادي سكاربورو ونادي بليموث أرجايل.